# Hilda Solis
Pour les articles homonymes, voir Solis.
Hilda Solis, née le 20 octobre 1957 à Los Angeles, est une femme politique américaine. Membre du Parti démocrate, elle est secrétaire au Travail entre 2009 et 2013 dans l'administration du président Barack Obama.

## Biographie
Née en Californie de parents immigrés du Nicaragua et du Mexique, elle est élue en 2000 à la Chambre des représentants des États-Unis, représentante démocrate des 31e et 32e districts de Californie qui comprend l'Est de Los Angeles.
Le 24 février 2009, après de longues procédures d'obstruction des républicains, elle est confirmée par le Sénat par 80 voix pour et 17 contre.
Elle quitte son poste de secrétaire au Travail le 20 janvier 2013, jour de l'investiture du second mandat du président Barack Obama. Elle est remplacée à titre intérimaire par Seth Harris puis par Thomas Perez, confirmé par le Sénat.
Le 1er décembre 2014, elle devient membre du Los Angeles County Board of Supervisors pour le premier district.